# حطاب (توضيح)
حطاب أو الحطاب قد تشير إلى:

## لغة
- حطاب، اسم مهنة متعلقة بالحطب.

## الاسم العائلي

### حطاب
- محمد حطاب، (و. 1964 م) إداري وسياسي من الجزائر
- بن يوسف حطاب، (1930 – 2016 م) فنان وممثل سينمائي من الجزائر
- حسان حطاب، (و. 1967 م) عضو القاعدة من الجزائر
- دعسان بن حطاب، (1839 – 1909 م) شاعر سعودي
- ديما ولما حطاب، (و. 1980 م) أختان توأم من الأردن
- شيرين حطاب، (و. 1975 م) ممثلة سعودية
- حسن سليم الحطاب ، الاردن

### الحطاب
- إسماعيل الحطاب، (توفي 1994 م) فنان ومغني تونسي
- عزيز الحطاب، (و. 1975 م) ممثل مغربي
- مرسي الحطاب، (توفي 2014 م) ممثل إذاعى وسينمائي وتليفزيوني مصري
- حسن سليم الحطاب ، محامي مشهور ، الاردن ، ناشط في حقوق الإنسان ، الشرق الاوسط

## الاسم الأول
- حطاب الذيب، (1930 م – 2005 م) ممثل تونسي